# Artannes-sur-Thouet
Artannes-sur-Thouet è un comune francese di 461 abitanti situato nel dipartimento del Maine e Loira nella regione dei Paesi della Loira.

## Società

### Evoluzione demografica
Abitanti censiti